# Franjo Lipovec
Franjo Lipovec, slovenski častnik.
Brigadir Franjo Lipovec je pripadnik SV.

## Vojaška kariera
- načelnik sektorja za raziskave, razvoj in opremljanje, Direktorat za logistiko, MORS (2023-2024)
- poveljnik brigade, Logistična brigada (2020-2023)
- poveljnik polka, Vojaška zdravstvena enota (2019-2020)
- namestnik poveljnika polka,  Vojaška zdravstvena enota (2018-2019)
- poveljnik Šole za podčastnike, CVŠ (2014-2016)
- svetovalec poveljnika, Center vojaških šol (2014-2016)
- načelnik G-1, PDRIU (2009-2013)
- načelnik sektorja S-1, 72. BR SV (2006-2009)
- poveljnik enote Vojašnice general Maister Maribor, 37. VTP (2005-2006)
- načelnik Oddelka vojaške policije SV, GŠSV (2001- 2005)
- poveljnik, 17. bataljon vojaške policije SV (2000 - 2001)
- pomočnik za vojaško policijo, GŠSV (1998-2000)
- poveljnik voda vojaške policije pri 7. PŠTO (1995-1998)
- namestnik poveljnika voda vojaške policije pri 7.PŠTO (1994-1995)
- poveljnik proti-diverzantskega voda TO, 7. PŠTO (1990-1993)

## Odlikovanja in priznanja
- bronasta medalja Slovenske vojske (7. april 1999)
- srebrna medalja Slovenske vojske
- bronasta medalja General Maister
- srebrna medalja General Maister
- zlata medalja General Maister
- zlata medalja Logistične brigade
- bronasta plaketa Poveljstva sil SV
- bronasta medalja PDRIU
- bronasta medalja 72. BR SV
- zlata plaketa 72. BR SV
- zlata medalja Šole za podčastnike
- zlata plaketa 7. PŠTO
- medalja Združenih narodov (UN)
- medalja oboroženih sil Italije